# دينوثيريوم

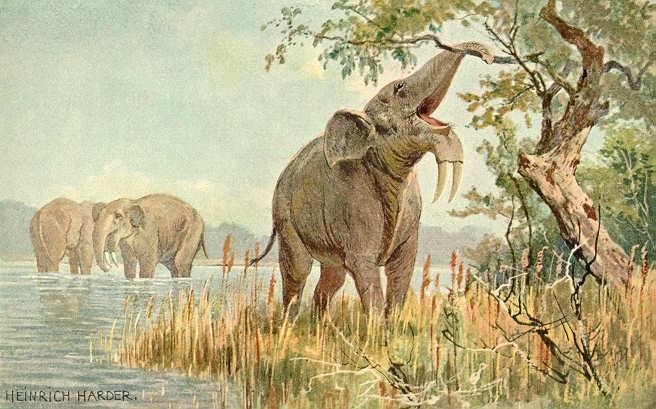
رسمه تخيلية للدينوتير

الدينوتير أو الدينوثيريوم (الاسم العلمي: Deinotherium) هو جنس من الحيوانات يتبع فصيلة الوحشيات الرهيبة من رتبة الفيليات. وهي شديد الشبه بالفيلة الراهنة ولكن نابيها في الفكّ السفليّ. يُقدّر بأنّ هذا النوع قد عاش حوالي 25 مليون عام، وقد اختفى منذ مليون عام تقريباً. وقد انتشر هذا النوع من الفيلة في أفريقيا، أوروبا وجنوب آسيا. وبمتوسط حجم معادل لحجم الفيلة الأفريقية. متكون من كلمتين يونانيتين: داينو يعنى فظيع أو رهيب وثيريوم يعنى حيوان) هو حيوان ضخم عاش في عصور قبل التاريخ ويقرب حيوان الفيل.الداينوتير ظهر في منتصف العصر الميوسيني وانقرض أوائل العصر البليستوسيني يعتبر واحد من أضخم الحيوانات التي عاشت على كوكب الأرض.